# Thailändische Badmintonmeisterschaft 2015
Die Thailändische Badmintonmeisterschaft 2015 fand vom 24. bis zum 29. November 2015 statt.

## Medaillengewinner
| Disziplin    | Gold                                        | Silber                                      | Bronze                                                |
| ------------ | ------------------------------------------- | ------------------------------------------- | ----------------------------------------------------- |
| Herreneinzel | Boonsak Ponsana                             | Khosit Phetpradab                           | Adulrach Namkul                                       |
| Herreneinzel | Boonsak Ponsana                             | Khosit Phetpradab                           | Pollakorn Jarasjindawong                              |
| Dameneinzel  | Busanan Ongbumrungpan                       | Pornpawee Chochuwong                        | Nitchaon Jindapol                                     |
| Dameneinzel  | Busanan Ongbumrungpan                       | Pornpawee Chochuwong                        | Porntip Buranaprasertsuk                              |
| Herrendoppel | Dechapol Puavaranukroh Kittinupong Kedren   | Bodin Isara Nipitphon Puangpuapech          | Wannawat Ampunsuwan Tinn Isriyanet                    |
| Herrendoppel | Dechapol Puavaranukroh Kittinupong Kedren   | Bodin Isara Nipitphon Puangpuapech          | Peeranat Boontun Supak Jomkoh                         |
| Damendoppel  | Jongkolphan Kititharakul Rawinda Prajongjai | Sapsiree Taerattanachai Puttita Supajirakul | Sanicha Chumnibannakarn Natchpapha Chatupornkarnchana |
| Damendoppel  | Jongkolphan Kititharakul Rawinda Prajongjai | Sapsiree Taerattanachai Puttita Supajirakul | Sarita Suwannakitborihan Panjarat Pransopon           |
| Mixed        | Bodin Isara Savitree Amitrapai              | Wannawat Ampunsuwan Saralee Thungthongkam   | Sermsin Wongyaprom Rawimon Iamratanamaetheekul        |
| Mixed        | Bodin Isara Savitree Amitrapai              | Wannawat Ampunsuwan Saralee Thungthongkam   | Tinn Isriyanet Rawinda Prajongjai                     |